# Nelsonites jonesi
Nelsonites jonesi är en skalbaggsart som beskrevs av Valentine. Nelsonites jonesi ingår i släktet Nelsonites och familjen jordlöpare. Inga underarter finns listade i Catalogue of Life.